# Cheavon Clarke
Cheavon „Chev“ Clarke, seltener auch Cheavan Clarke (* 14. Dezember 1990 in Saint James Parish, Jamaika) ist ein britischer Profiboxer im Cruisergewicht. 

## Amateurkarriere
Clarke wurde 2013 Jamaikanischer Meister im Halbschwergewicht und nahm für Jamaika auch an den Commonwealth Games 2014 in Glasgow teil, wo er im Achtelfinale ausschied.
2016 und 2017 wurde er dann Englischer Meister im Schwergewicht und startete bei der Europameisterschaft 2017 in Charkiw, wo er unter anderem mit Siegen gegen Simone Fiori, Abdulqədir Abdullayev und Roy Korving das Finale erreichte, in dem er gegen Jewgeni Tischtschenko unterlag. Als Vize-Europameister im Schwergewicht hatte er sich für die Weltmeisterschaft 2017 in Hamburg qualifiziert, wo er im Viertelfinale gegen Erislandy Savón ausschied. Danach gewann er jeweils Bronze im Schwergewicht bei der EU-Meisterschaft 2018 in Valladolid und den Commonwealth Games 2018 in Gold Coast, sowie den Europaspielen 2019 in Minsk. Bei der Weltmeisterschaft 2019 in Jekaterinburg verlor er im Viertelfinale gegen Muslim Gadschimagomedow.
Bei der europäischen Olympiaqualifikation im März 2020 in London, welche aufgrund der COVID-19-Pandemie unterbrochen und im Juni 2021 in Paris fortgesetzt wurde, qualifizierte er sich für die Olympischen Spiele 2020 in Tokio. Bei den Spielen selbst unterlag er in der Vorrunde gegen Abner Teixeira.

## Profikarriere
Im Januar 2022 wurde er vom britischen Promoter Matchroom Boxing unter Vertrag genommen. Im September 2023 siegte er gegen Vasil Ducár und wurde IBF International Champion im Cruisergewicht. Am 27. Januar 2024 folgte ein Sieg gegen Tommy McCarthy und der Gewinn des Titels WBA Inter-Continental.